# Ulla Wale
Ulla Birgitta Wale, född 31 juli 1914 i Stockholm, död där 19 januari 2008, var en svensk målare.
Hon var dotter till professorn Erik Fagerholm och Elsa Westbergh och från 1937 gift med civilingenjören Carl Harald Wale. Hon studerade vid Pernbys målarskola 1956–1957, Septemberakademien 1956–1960 och för Staffan Hallström och Georg Suttner vid Gerlesborgsskolan 1958–1961 samt genom självstudier under resor till bland annat Grekland, Egypten, Bornholm 1962–1964 och upprepade gånger till Spanien. Hennes konst består av figurer, stilleben och landskap i en expressionistisk stil utförda i olja eller gouache.